# Verlhac-Tescou
Verlhac-Tescou (okzitanisch: Verlhac) ist eine französische Gemeinde mit 565 Einwohnern (Stand: 1. Januar 2022) im Département Tarn-et-Garonne in der Region Okzitanien. Sie gehört zum Arrondissement Montauban und zum Kanton Tarn-Tescou-Quercy vert (bis 2015: Kanton Villebrumier). Die Einwohner werden Verlhacois genannt.

## Geographie
Verlhac-Tescou liegt etwa 15 Kilometer südöstlich von Montauban am Fluss Tescou. Umgeben wird Verlhac-Tescou von den Nachbargemeinden La Salvetat-Belmontet im Norden, Montdurausse im Nordosten, Saint-Urcisse im Osten, Montgaillard im Südosten, Beauvais-sur-Tescou im Süden und Südosten, Le Born und Villemur-sur-Tarn im Süden, Varennes im Süden und Westen sowie Saint-Nauphary im Westen und Nordwesten.

## Geschichte
Die Bastide wurde 1249 von Raimund VII. von Toulouse gegründet. Während der Religionskriege wurde der Ort bis in das 17. Jahrhundert befestigt.

## Bevölkerungsentwicklung
| Jahr                      | 1962 | 1968 | 1975 | 1982 | 1990 | 1999 | 2006 | 2012 |
| Einwohner                 | 421  | 435  | 406  | 409  | 411  | 421  | 402  | 496  |
| Quelle: Cassini und INSEE |      |      |      |      |      |      |      |      |

## Sehenswürdigkeiten
- mittelalterliche Brücke